# Богдановиці
Богдановиці (пол. Bogdanowice, нім. Badewitz) — село в Польщі, у гміні Глубчиці Глубчицького повіту Опольського воєводства.
Населення — 559 осіб (2011).

## Демографія
Демографічна структура станом на 31 березня 2011 року:
|          | Загалом | Допрацездатний вік | Працездатний вік | Постпрацездатний вік |
| -------- | ------- | ------------------ | ---------------- | -------------------- |
| Чоловіки | 262     | 41                 | 186              | 35                   |
| Жінки    | 297     | 49                 | 163              | 85                   |
| Разом    | 559     | 90                 | 349              | 120                  |